# Даре, Жак
Жак Даре (фр. Jacques Daret, ок. 1403/1406 — ок. 1468/1470) — южнонидерландский (фламандский) живописец эпохи Северного Возрождения.

## Биография
Точная дата рождения Жака Даре не известна. Считается, что он родился между 1403 и 1406 годами в Турне (ныне — Бельгия), где и прожил значительную часть жизни.
Он упоминается в сохранившихся документах в 1418 году как сосед по дому Робера Кампена (известен также как Флемальский мастер). Существует также документ, в котором упоминается, что двое учеников Жак Даре и Рогир ван дер Вейден были приняты в мастерскую Кампена в 1427 году. Спустя пять лет, в 1432 году, Даре сам стал свободным мастером и состоял в турнеской Гильдии Святого Луки.
Между 1434—1452 годами Даре выполнял работы для Аббатства Святого Вааса в Аррасе. Аббат монастыря Жан дю Клерка на протяжении двадцати лет был важнейшим заказчиком и покровителем Даре.
С 1464 года он жил в Брюгге, где занимался декоративными работами для торжеств в связи с бракосочетанием короля Карла Смелого.
Считается, что Даре также работал в Лилле.
Упоминания о художнике обрываются в 1468 году. Предположительно он умер в 1468—1470 году в Брюгге.

## Творчество

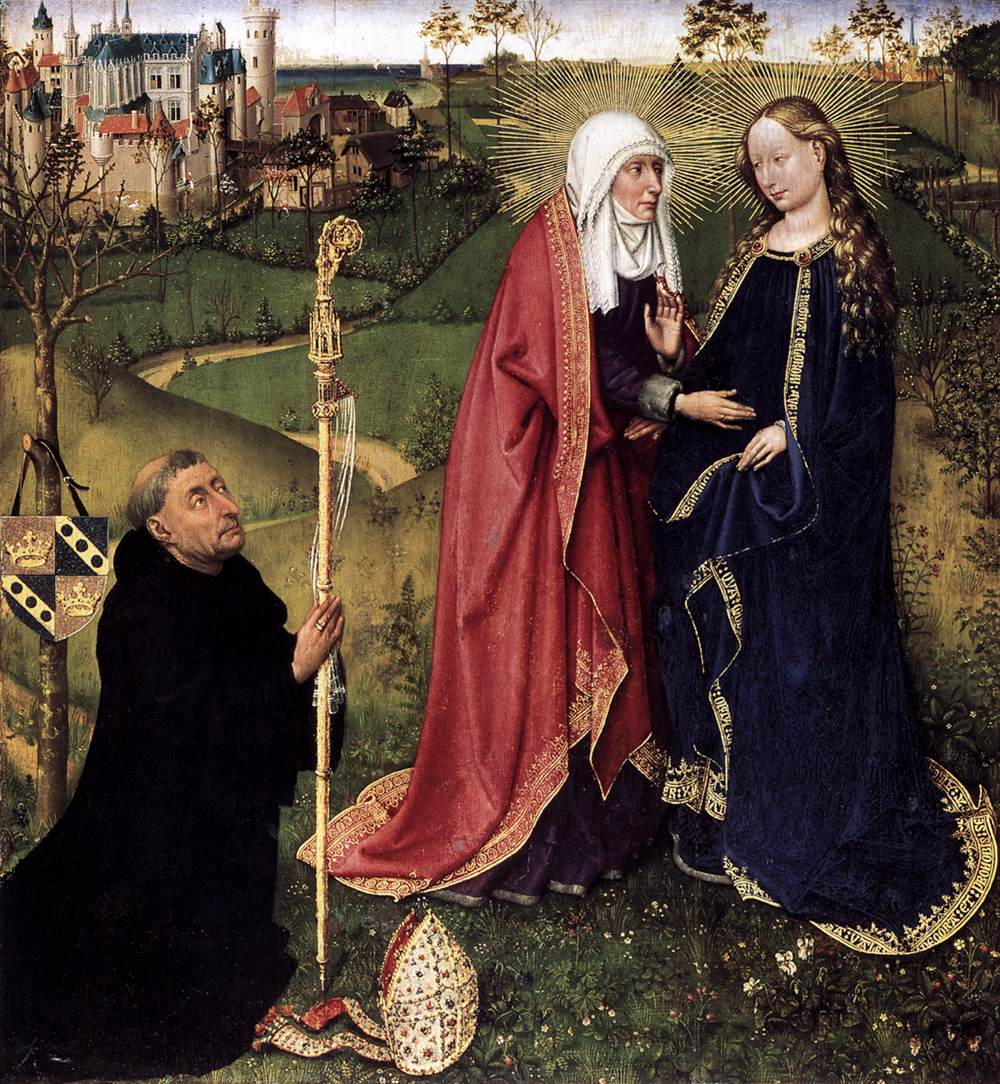
Посещение Марией Елизаветы. 1434—1435. Берлинская картинная галерея

Исследователи творчества Жака Даре сталкиваются со своеобразной проблемой. С одной стороны, о его работах известно довольно много для мастеров того времени из сохранившихся документов. С другой, произведений художника осталось крайне мало — лишь четыре внешние створки резного алтаря из Аббатства Св. Вааса:
- «Посещение Марией Елизаветы» (в настоящее время в собрании Государственных музеев Берлина)
- «Поклонение Волхвов» (там же)
- «Введение в храм» (в собрании музея «Малый дворец», Париж)
- «Рождество Христа» (в коллекции барона Тиссен-Борнемиса).
- Ещё две панели («Благовещение Марии» и «Архангел Гавриил Благовещения») утрачены.

При этом можно отметить определённое сходство сохранившихся работ Даре, Кампена и Ван дер Вейдена. «Посещение Марией Елизаветы» Даре по композиции схоже с одноимённой работой Рогира ван дер Вейдена. Что касается «Рождества», то тему и композицию Даре по всей видимости заимствовал у Кампена из его одноимённого произведения (1425 год, в настоящее время в коллекции Дижонского музея).
Исследователями отмечается, что в сравнении с современниками живопись Даре является передовой по стилю и технике. Однако по значению его произведения не сравнимы ни с работами его учителя — Флемальского мастера, ни его коллеги Рогира ван дер Вейдена.